# Emmanuel Levinas
Emmanuel Levinas (12. ledna 1906, Kaunas (Litva) – 25. prosince 1995, Paříž) byl francouzsko-židovský filosof. Zabýval se hlavně fenomenologií, judaismem a etikou.

## Životopis
Vyrostl v Litvě ve zbožné a vzdělané židovské rodině, „s židovským Zákonem (Tórou), s Puškinem a Tolstým“, jak sám napsal. V letech 1923–1927 studoval filosofii ve Štrasburku, 1928–1929 ve Freiburgu, kde se seznámil s Edmundem Husserlem i Martinem Heideggerem, a od roku 1930 v Paříži. Podílel se na uvedení Husserlova díla do francouzského prostředí a už roku 1934 napsal varovný rozbor „filosofie hitlerismu“. Jako francouzský důstojník byl roku 1940 zajat a strávil pět let v německém zajetí. Teprve po válce se dozvěděl, že všechny jeho příbuzné v Litvě nacisté povraždili; jeho žena s dcerou se skrývaly v ženském klášteře ve Francii. V letech 1946–60 učil a posléze vedl židovské lyceum "École Normale Israélite Orientale" v Paříži, kde se věnoval studiu Talmudu. V roce 1961 se habilitoval knihou „Totalita a nekonečno“, začal učit na univerzitě v Poitiers, v roce 1967 se stal profesorem v Nanterre, na pařížské universitě, kde se spřátelil s Paulem Ricoeurem, a od roku 1973 byl profesorem na pařížské Sorbonně. V roce 1974 vychází jeho druhé nejvýznamnější dílo „Jinak než být“. Mezi jeho nejvýznamnější žáky patřil Jacques Derrida.

## Myšlení
Lévinasovo předválečné dílo je věnováno Husserlově fenomenologii, zejména problému intuice. Poválečné dílo, psané pod dojmem nacistické šoa, navazuje také na filosofii Martina Bubera a Franze Rosenzweiga.
Naivní, „bez-božná“ existence se rozpíná a prosazuje, dokud se nesetká s Tváří druhého, která je sice bezbranná a „nahá“, nicméně přikazuje „Nezabiješ“. Přijetím tohoto příkazu začíná etika, která je v tomto smyslu základem a počátkem filosofie. Tuto základní myšlenku Lévinas potom rozvíjí v nesmírně bohatých i hlubokých analýzách, psaných ovšem nesnadným, dramatickým jazykem, plným překvapivých obratů.
S Druhým se setkávám jako s tím, koho nelze zahrnout do žádné myslitelné jednoty. Nemohu do něho nahlížet a jsem odkázán na to, co mi on sám sdělí. Vůči každému celku je vnější; tato jeho exteriorita či transcendence probleskuje právě v jeho tváři.
Oslovení tváří druhého je "poslední událost bytí, événement ultime de l'être", základní, neredukovatelná situace lidství, původnější než zkušenost světa. Lévinas tuto situaci nazývá "být rukojmím za druhého, être otage pour autrui". Ručím za to, že se životem druhého to dobře dopadne. Závazek rukojemství za druhého je "an-archický", bez vystopovatelného počátku, přichází z nepamětné minulosti, z "hlubokého kdysi, nikdy dost kdysi", jak Lévinas říká s Paulem Valérym. V této situaci se vždy již nacházím.
Tento závazek také nevychází z žádné potřeby (besoin), jež by se někdy v budoucnu dala uspokojit (a tím zrušit). Vychází ze zásadně ne-naplnitelné, ne-konečné touhy (désir). Proto s ním nebudu nikdy hotov; vede přes hranice všeho, co lze v nějaké budoucnosti získat nebo vykonat.
“Mít vědomí znamená právě mít čas.“
“Nemoci se schovat – právě to je já.“
“Krása je zář, jež se šíří bez vědomí zářící bytosti.“
“Přátelství míří ke druhému, láska hledá to, co nemá strukturu jsoucího, co je nekonečně budoucí, co je teprve třeba zplodit.“
“Mír se děje jako tato ochota a způsobilost k řeči.“
“Násilí nespočívá tolik ve zraňování a ničení, jako v přerušování souvislosti osob, ve vnucování rolí, v nichž se nemohou najít.“
“Povinností přibývá s tím, jak se plní. Čím lépe plním svoji povinnost, tím méně mám práv.“
“Tento přístup zpředu, v rozhovoru, nazýváme spravedlností.“
“… starý, to znamená plný sebe sama.“
“Ta stránka bytí, jež se ukazuje ve válce, se soustřeďuje do pojmu totality, jenž ovládá celé západní myšlení. Jednotlivci se tu redukují na nositele sil, jež jim poroučejí bez jejich vědomí. Jedinečnost každé přítomnosti je neustále obětována nějaké budoucnosti, jež z ní má vytěžit objektivní smysl.“
“Způsobu, jak se představuje Druhý a jak přesahuje moji představu Druhého, říkáme Tvář.“

## Spisy
(Výběr hlavních děl v chronologickém pořadí, další vydání nejsou uvedena.)
- Théorie de l’intuition dans la phénoménologie de Husserl (Teorie intuice v Husserlově fenomenologii, Paris, Alcan, 1930
- De l’Existence à l’existant (Od existence k tomu, kdo existuje), Paris, éd. de la Revue Fontaine, 1947
- En découvrant l’existence avec Husserl et Heidegger (Objevování existence s Husserlem a Heideggerem), Paris, J. Vrin, 1949
- Totalité et infini, Essai sur l’extériotité (Totalita a nekonečno. Esej o vnějším.), La Haye, M. Nijhoff, 1961
- De l’Évasion (O uniknutí), Montpellier, Fata Morgana, 1962
- Difficile liberté (Nesnadná svoboda), Paris, Albin Michel, 1963,
- Quatre lectures talmudiques (Čtyři talmudské přednášky), Paris, Minuit, 1968
- Humanisme de l’autre homme (Humanismus druhého člověka), Montpellier, Fata Morgana, 1972
- Autrement qu’être ou au-delà de l’essence (Jinak než být čili za hranicemi esence), La Haye, M.Nijhoff, 1974
- Noms propres (Vlastní jména), Montpellier, Fata Morgana, 1976
- Le Temps et l’Autre (Čas a Druhý), Montpellier, Fata Morgana, 1980
- Ethique et infini, (Etika a nekonečno, rozhovory s Philippe Nemo), Paris, Fayard, 1982
- La Mort et le temps (Smrt a čas), Paris, LGF, Le Livre de poche, 1992
- Dieu, la mort et le temps (Bůh, smrt a čas), Paris, Grasset, 1993
- Liberté et commandement (Svoboda a přikázání), Montpellier, Fata Morgana, 1994
- L’Ethique comme philosophie première (Etika jako první filosofie), Paris, Rivages, 1998

### V češtině
- Být pro druhého. Dva rozhovory, Praha 1997
- Čas a jiné, Praha 1997
- Etika a nekonečno, Praha 1994, 2009
- Existence a ten, kdo existuje, Praha 1997, 2009
- Totalita a nekonečno, Praha 1997